# 羅賓森·坎諾
羅賓森·荷西·坎諾·梅西達斯（西班牙語：Robinson José Canó Mercedes，1982年10月22日—），生於多明尼加共和國的聖佩德羅-德馬科里斯（San Pedro de Macoris），為美國職棒大聯盟的二壘手，目前為自由球員，他先前曾效力過洋基、水手、大都會、教士與勇士等隊。他的名字來自於棒球界的傳奇人物傑基·羅賓森。

## 家庭
羅賓森·坎諾的父親是荷西·坎諾（José Canó），曾在1989年球季以投手的身分為美國職棒大聯盟的休士頓太空人隊投了6場比賽，所以羅賓森·坎諾稱得上是棒二代。而父親荷西·坎諾更知名的是曾在1990年代打過中華職棒，以阿Q的名稱效力於統一獅隊，所以在愛屋及烏之下台灣球迷對坎諾頗有親切感，尤其是羅賓森·坎諾曾經與旅美好手王建民同隊，坎諾出賽時有好表現就稱之為台灣之友。
老坎諾是在1980年被紐約洋基隊於選秀會選上的；而小坎諾從小則是在多明尼加共和國長大，在那裡的高中他同時從事棒球和籃球活動。畢業後，他在2001年與洋基隊簽約，開始在小聯盟的比賽。因為在小聯盟的層級快速上升，他漸漸開始受到注目。

## 職業生涯

### 紐約洋基
坎諾在2005年5月3日首度登上大聯盟，以替補當時的洋基二壘手東尼·沃馬克。季賽結束後繳出打擊率0.297、全壘打14支及打點62分的成績，讓他在該季年度最佳新人的投票名列第二。
在坎諾的新人年2005年，總教練喬·托瑞曾經因將他與棒球名人堂球員羅德·卡魯相提並論而上了火線。在被追問後，托瑞澄清他的意思只是指坎諾的體格、打擊區上的表現和流暢的揮擊技巧「讓他想起」羅德·卡魯；托瑞向媒體保證目前還不需要急著讓坎諾成為卡魯那樣的偉大球員。
2006年，坎諾在美國聯盟明星賽二壘手的票選中領先眾家好手，但他因腿部肌肉拉傷進入傷兵名單，使他不能出席這項盛會。然而，自從在2006年8月8日傷癒歸隊後，坎諾搖身一變成為球場上最具攻擊力的打者之一，單月的打擊率、二壘安打和打點都在聯盟保持領先。等到9月底累積足夠的打席後，他再度取得角逐美聯打擊王的資格。當時坎諾的打擊率還差聯盟領先者喬·莫爾千分之四，後來在9月30日被隊友德瑞克·基特超前。坎諾季末的打擊率是0.342，僅僅與基特相差千分之一；而與喬·莫爾相差千分之五。因為這段期間的傑出表現，他當選為美聯9月份最佳球員。
不過，坎諾未能將他在季賽末段展現的驚人氣勢帶進季後賽。在美國聯盟分區賽的4場比賽中，他的打擊率僅有0.133，並且在打擊機會中留下15個殘壘，其中有4次是在2人出局、得點圈有人的情況。洋基隊最終在這個系列戰，以1勝3敗的戰績輸給底特律老虎隊。
2007年坎諾仍持續進步，同時也是他第一個出賽160場以上的球季；繳出打擊率0.302、安打189支、全壘打19支和打點97分；除了打擊率外，其餘皆為生涯新高。
2008年，雖然5月份打擊率接近0.3；但因為4月份表現不佳，仍繳出生涯最差的成績，打擊率0.271、上壘率0.305和長打率0.410皆為生涯新低。因此媒體批評他是紐約洋基中斷連續球季晉級季後賽的主因之一。
經歷2008年的低潮後，2009年有所振作，不但繳出打擊率0.320，還有生涯新高的全壘打25支、打點85分和得分103分，且單季安打數首次突破200支（204支）。雖然季後賽打擊率是差強人意的0.193，且無全壘打演出，但仍舊獲得生涯首座世界大賽冠軍。
2010年球季可謂坎諾的生涯年，不僅全壘打提升到29支，而且安打數再度達到200支，打擊率0.319和生涯首度破百的109分打點，因此擠進了美聯最有價值球員的票選名單內，最終獲得第3名。
2011年和2012年延續2010年球季的表現，2011年繳出生涯新高的118分打點，2012年則是全壘打首度突破單季30轟，且打擊率皆在0.3以上。並在美聯最有價值球員票選中分別獲得第6名和第4名的成績，可說是躋身聯盟強打者之中。
2013年5月10日，對戰科羅拉多洛磯時，在3局上半敲出生涯第1,500支安打，是紐約洋基隊史上第5位在30歲以下打出此成績的選手，並率隊以3-1擊敗科羅拉多洛磯
。
2013球季結束後成為自由球員，2013年12月6日，西雅圖水手隊以10年2億4000萬美元的合約，簽下坎諾。

### 西雅圖水手
2018年球季，因未通過藥檢，遭大聯盟處分80場禁賽。12月3日，被交易到紐約大都會隊。

## 職棒生涯成績
| 年度 | 球隊   | 出賽 | 打數 | 得分 | 安打 | 二壘打 | 三壘打 | 全壘打 | 打點 | 四死 | 三振 | 盜壘 | 打擊率 | 上壘率 | 長打率 | 進攻指數 |
| ---- | ------ | ---- | ---- | ---- | ---- | ------ | ------ | ------ | ---- | ---- | ---- | ---- | ------ | ------ | ------ | -------- |
| 2005 | 洋基   | 132  | 522  | 78   | 155  | 34     | 4      | 14     | 62   | 16   | 68   | 1    | .297   | .320   | .458   | .778     |
| 2006 | 洋基   | 122  | 482  | 62   | 165  | 41     | 1      | 15     | 78   | 18   | 54   | 5    | .342   | .365   | .525   | .890     |
| 2007 | 洋基   | 160  | 617  | 93   | 189  | 41     | 7      | 19     | 97   | 39   | 85   | 4    | .306   | .353   | .488   | .841     |
| 2008 | 洋基   | 159  | 597  | 70   | 162  | 35     | 3      | 14     | 72   | 26   | 65   | 2    | .271   | .305   | .410   | .715     |
| 2009 | 洋基   | 161  | 637  | 103  | 204  | 48     | 2      | 25     | 85   | 30   | 63   | 5    | .320   | .352   | .520   | .871     |
| 2010 | 洋基   | 160  | 626  | 103  | 200  | 41     | 3      | 29     | 109  | 57   | 77   | 3    | .319   | .381   | .534   | .914     |
| 2011 | 洋基   | 159  | 623  | 103  | 200  | 46     | 7      | 28     | 118  | 38   | 96   | 8    | .302   | .349   | .533   | .882     |
| 2012 | 洋基   | 161  | 627  | 105  | 196  | 48     | 1      | 33     | 94   | 61   | 96   | 3    | .313   | .379   | .550   | .929     |
| 2013 | 洋基   | 160  | 605  | 81   | 190  | 41     | 0      | 27     | 107  | 65   | 85   | 7    | .314   | .383   | .516   | .899     |
| 2014 | 水手   | 157  | 595  | 77   | 187  | 37     | 2      | 14     | 82   | 61   | 68   | 10   | .314   | .382   | .454   | .836     |
| 2015 | 水手   | 156  | 624  | 82   | 179  | 34     | 1      | 21     | 79   | 43   | 107  | 2    | .287   | .334   | .446   | .779     |
| 2016 | 水手   | 161  | 655  | 107  | 195  | 33     | 2      | 39     | 103  | 47   | 100  | 0    | .298   | .350   | .533   | .883     |
| 2017 | 水手   | 150  | 592  | 79   | 166  | 33     | 0      | 23     | 97   | 49   | 85   | 1    | .280   | .338   | .453   | .791     |
| 2018 | 水手   | 80   | 310  | 44   | 94   | 22     | 0      | 10     | 50   | 32   | 47   | 0    | .303   | .374   | .471   | .845     |
| 2019 | 大都會 | 107  | 390  | 46   | 100  | 28     | 0      | 13     | 39   | 25   | 69   | 0    | .256   | .307   | .428   | .736     |
| 2020 | 大都會 | 49   | 171  | 23   | 54   | 9      | 0      | 10     | 30   | 9    | 24   | 0    | .316   | .352   | .544   | .896     |
| 2022 | 大都會 | 12   | 41   | 3    | 8    | 0      | 0      | 1      | 3    | 2    | 11   | 0    | .195   | .233   | .268   | .501     |
| 2022 | 教士   | 12   | 33   | 1    | 3    | 0      | 0      | 0      | 1    | 1    | 10   | 0    | .091   | .118   | .091   | .209     |
| 2022 | 勇士   | 9    | 26   | 1    | 4    | 1      | 0      | 0      | 0    | 1    | 4    | 0    | .154   | .185   | .192   | .377     |
| 合計 | 17年   | 2267 | 8773 | 1262 | 2639 | 572    | 33     | 335    | 1306 | 620  | 1214 | 51   | .301   | .351   | .488   | .839     |

## 獎項
- 2005年球季 – 年度最佳新人第二名，僅次於奧克蘭運動家隊的Huston Street。
- 2006年球季 – 入選明星賽的美聯明星隊，但因進入傷兵名單而不克上場，只能出席全壘打大賽（Home Run Derby）為他的隊友加油。
- 1次世界大賽冠軍：2009
- 8次入選明星賽：2006（因傷退出）、2010、2011、2012、2013、2014、2016、2017
- 5次銀棒獎 ：2006、2010、2011、2012、2013
- 2次金手套獎 ：2010、2012
- 單月MVP ：2010年4月、2006年9月
- 1次全壘打大賽冠軍：2011
- 明星賽MVP：2017

## 其他
羅賓森·坎諾的父親荷西·坎諾曾於1992年至台灣加盟中華職棒聯盟的統一獅隊，並在當時統一球團欲大規模將外籍球員以母公司商品命名的行銷策略下，被取名為「阿Q」，用來行銷統一企業旗下商品阿Q桶麵。因此，基於這層淵源，不少台灣球迷將羅賓森·坎諾暱稱為「小Q」。

## 外部連結
- 球員資訊和成績在MLB，ESPN，Baseball-Reference，Fangraphs，The Baseball Cube（英文）